# Конторович, Алексей Эмильевич
Алексе́й Эми́льевич Конторо́вич (28 января 1934, Харьков, Украинская ССР — 24 октября 2023, Новосибирск) — советский и российский учёный, специалист в области геологии и геохимии нефти и газа. Академик РАН (1991). Лауреат Государственной премии Российской Федерации в области науки и техники (1994).

## Биография

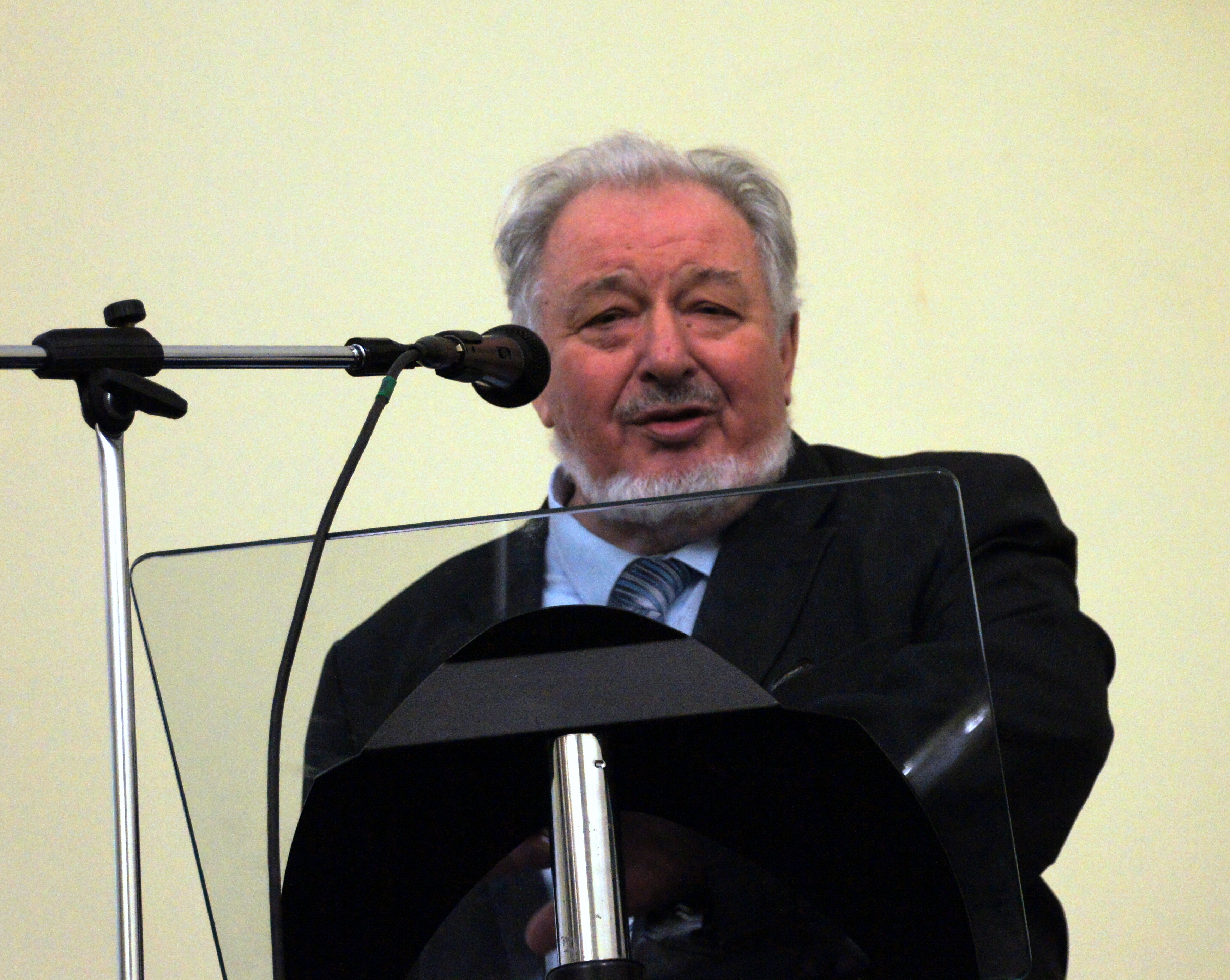
Выступление, 2017

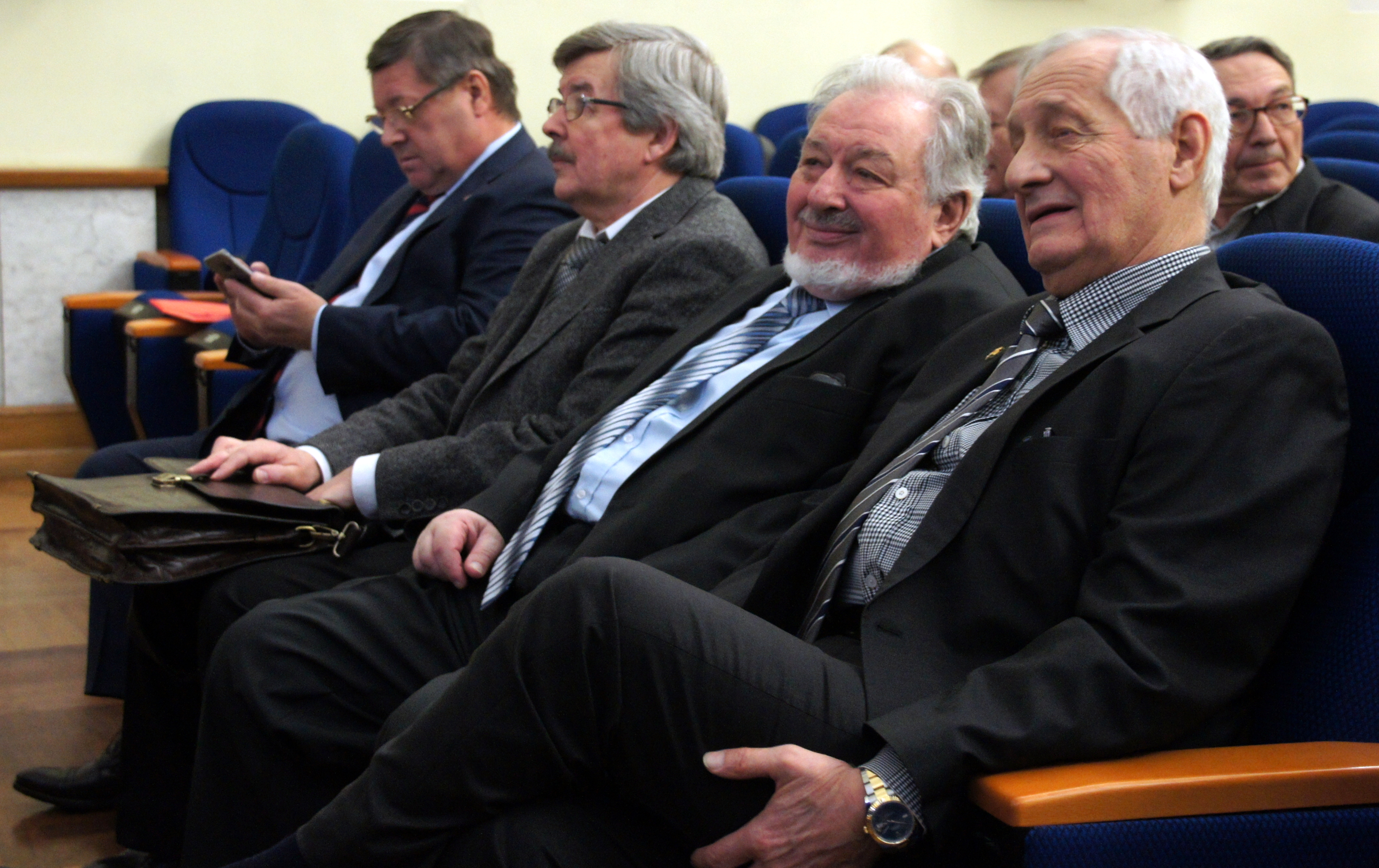
Отделение наук о Земле РАН

Родился 28 января 1934 года в городе Харьков Украинской ССР. В 1951 году окончил с золотой медалью среднюю школу в городе Прокопьевске.
В 1956 году окончил с отличием физический факультет Томского государственного университета по специальности «физика».
С 1958 года работал инженером, старшим научным сотрудником, заведующим лабораторией, отделом. В 1964 году защитил кандидатскую диссертацию «Геохимия юрских и нижнемеловых отложений Западно-Сибирской низменности в связи с оценкой перспектив их нефтегазоносности», в 1968 году — докторскую диссертацию «Геохимические методы оценки перспектив нефтегазоносности крупных территорий: на примере мезозойских отложений Западно-Сибирской плиты».
С 1989 года — заместитель директора по научной работе Сибирского научно-исследовательского института геологии, геофизики и минерального сырья (СНИИГГиМС). В 1989—1997 годах — заместитель директора, генерального директора Объединённого института геологии, геофизики и минералогии Сибирского отделения Российской академии наук (ОИГГМ СО РАН). 15 декабря 1990 года избран членом-корреспондентом АН СССР по Отделению геологии, геофизики, геохимии и горных наук (геология нефти и газа), академик РАН c 7 декабря 1991 года по Секции наук о Земле (геология нефти).
С 1997 года — член Президиума СО РАН. В 1997—2007 годах — директор Института геологии нефти СО РАН (с 2006 года Института нефтегазовой геологии и геофизики им. А. А. Трофимука).
С 2007 года советник РАН, научный руководитель Института нефтегазовой геологии и геофизики им. А. А. Трофимука. С мая 2019 года являлся координатором опорных школ РАН в Кемеровской области. До 24 декабря 2019 года являлся научным руководителем ФИЦ УУХ СО РАН.
Умер 24 октября 2023 года в возрасте 89 лет в Новосибирске, после продолжительной болезни. Похоронен на Южном кладбище Новосибирска (квартал У), где похоронена его супруга.

## Вклад в науку
Учёный в области теоретических и прикладных проблем геологии и геохимии нефти и газа, создатель научной школы геологии нефти и газа и органической геохимии. Ему принадлежат фундаментальные работы в области зональности и эволюции нефтегазообразования и оценки нефтегазогенерационного потенциала осадочных бассейнов Сибири.
Главные направления исследований связаны с теорией образования нефти и углеводородных газов, миграцией, генерацией и аккумуляцией углеводородов, геохимией изотопов углерода в нафтидах, историей залежей углеводородов, геохимическими критериями и методами прогноза нефтегазоносности. Им развита нелинейная теория нафтидогенеза и основные черты его эволюции, изучены глобальные закономерности распределения запасов нефти, газа и битумов по основным стратиграфическим комплексам.
Внёс вклад в создание современных методов прогноза нефтегазоносности, в разработку математических методов такого прогноза для различных геологических и информационных ситуаций, что позволило коренным образом усовершенствовать методику перспективного планирования геологоразведочных работ и добычи нефти и газа в крупных регионах. Проведенные исследования способствовали успешному поиску и разведке нефтегазовых ресурсов, созданию новой сырьевой базы на юге Восточной Сибири (Непско-Ботуобинская антеклиза). При его участии в 1970—1980 е гг. разработаны комплексные программы развития геологоразведочных работ в Восточной и Западной Сибири, Якутии.
Под его руководством выполнен целый ряд крупнейших обобщений по геологии и нефтегазоносности Западно-Сибирской плиты и Сибирской платформы, оценке их нефтегазового потенциала, дано обоснование основных направлений геологоразведочных работ в этих регионах. Серьёзным достижением Конторовича является выполненное совместно с академиком А. А. Трофимуком и другими учеными научное обоснование значительных перспектив нефтегазоносности докембрия и доказательство правильности этого прогноза на примере Сибирской платформы.
Основатель Института геологии нефти и газа СО РАН в Новосибирске и Института проблем нефти и газа в Якутске. Занимался проблемами региональной геологии и геохимии платформенных областей Сибири. Принимал активное участие в разработке энергетической стратегии России: «Стратегия экономического развития Сибири», «Энергетическая стратегия России до 2010 г.», «Энергетическая стратегия России до 2020 г.», «Стратегия социально-экономического развития Ямало-Ненецкого автономного округа».

## Членство в организациях
- Член Бюро — Отделение наук о Земле РАН.

Является членом ряда[уточнить] научных советов РАН, координатором программы «Нефть и газ Сибири» и федеральной программы «Сибирь».
Председатель Научного совета РАН по проблемам геологии и разработки месторождений нефти и газа, Новосибирского областного правления Научно-технического общества нефтяной и газовой промышленности им. академика И. М. Губкина (с 1985 года).
Вице-президент Международной евро-азиатской ассоциации по органической геохимии.
Заместитель главного редактора журнала «Геология и геофизика», член редколлегии журнала «Геология нефти и газа», главный редактор журнала «Морская геология» (КНР).

## Семья
Отец, Эмиль Ильич Конторович (1903—1937), репрессирован. Один из братьев отца, Соломон Ильич Канторович, был наркомом здравоохранения Украины.
Жена: Екатерина Александровна Конторович (1934—2021).
Сыновья:
- Конторович Андрей Алексеевич
- Конторович, Владимир Алексеевич (род. 1962) — геолог.

Сестра : Наталья Эмильевна Касаткина (1937—2022), доктор педагогических наук, профессор (Кемерово). Её дочь — племянница А. Э. Конторовича, также доктор педагогических наук, профессор (Кемерово).

## Награды и звания

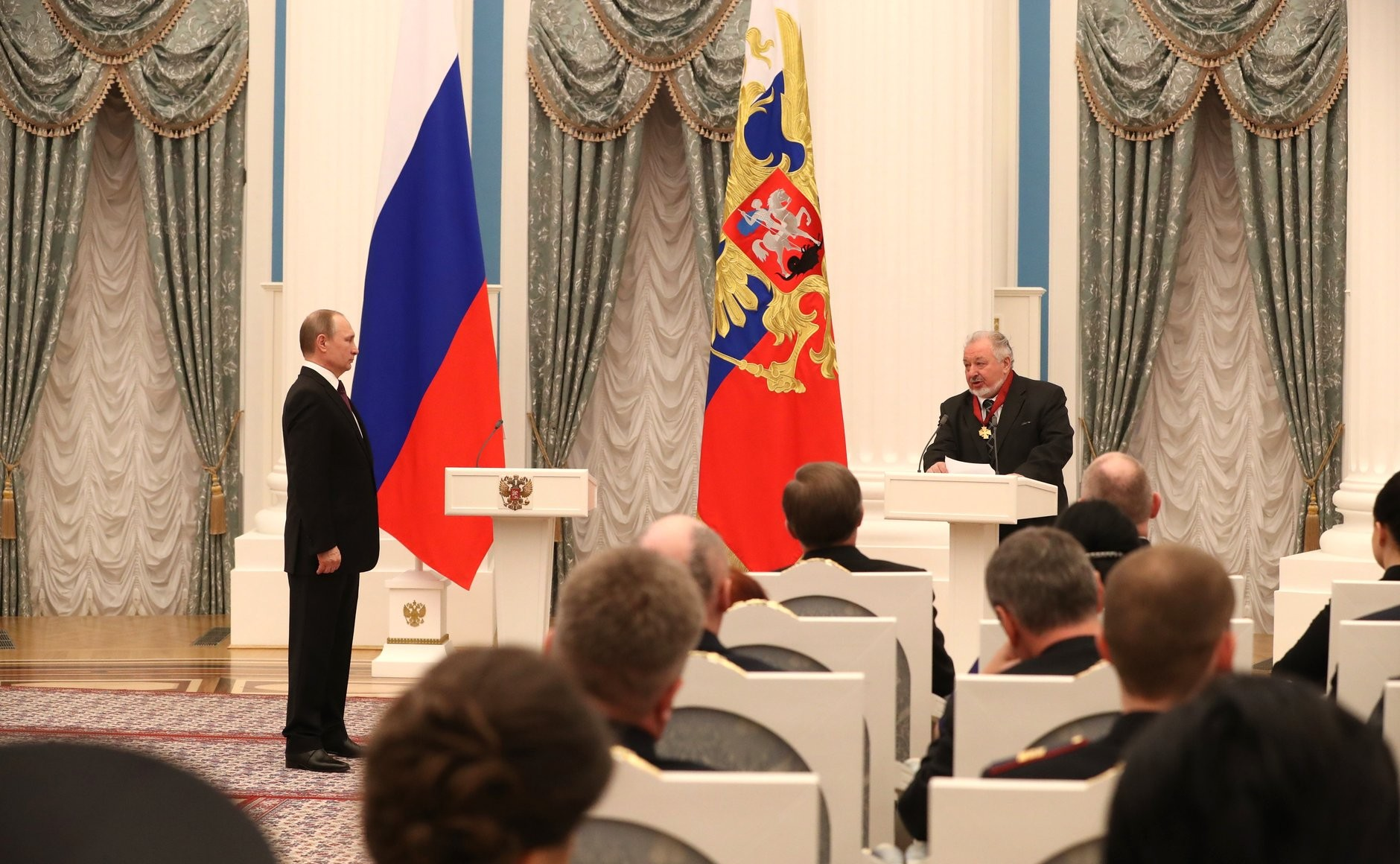
Награждение Орденом «За заслуги перед Отечеством» II степени,10 марта 2016 года

- 1974 — Премия имени И. М. Губкина[10].
- 1977 — бронзовая медаль ВДНХ СССР
- 1981 — Орден Трудового Красного Знамени
- 1984 — Премия имени И. М. Губкина
- 1984 — серебряная медаль ВДНХ СССР
- 1985 — золотая медаль ВДНХ СССР
- 1988 — Заслуженный геолог РСФСР
- 1994 — Государственная премия Российской Федерации в области науки и техники — за научное обоснование и открытие нефтегазоносности докембрия Сибирской платформы[11]
- 2000 — Орден Почёта[12]
- 2002 — Премия Правительства Российской Федерации в области науки и техники[13]
- 2003 — Отличник разведки недр, почетный нефтяник России
- 2004 — Почётный работник газовой промышленности
- 2004 — Орден «За заслуги перед Отечеством» IV степени[14]
- 2005 — Демидовская премия
- 2009 — Почётный гражданин Кемеровской области[15]
- 2009 — Орден «За заслуги перед Отечеством» III степени[16]
- 2015 — Орден «За заслуги перед Отечеством» II степени[17]
- 2016 — Медаль «За сохранение Арктики» — за большой вклад в реализацию государственной политики в области научных исследований и научного обеспечения деятельности в Арктической зоне Ямало-Ненецкого автономного округа
- 2022 — Орден Александра Невского[18]

Также был награждён: золотой медалью РАЕН им. П. Л. Капицы (1996), им. А. Эйнштейна (2002), премией им. В. И. Муравленко (2003), «Золотой РОСИНГ» (2003), знаками «Шахтёрская слава» трёх степеней, знаком отличия «За заслуги перед Томской областью», медалями Кемеровской области «За особый вклад в развитие Кузбасса» III степени и «За служение Кузбассу».
9 февраля 2015 года, в рамках празднования Дня российской науки, А. Э. Конторович награждён медалью Алексея Леонова.

## Память
- Его именем названо одно из месторождений[уточнить] в Томской области.

- В феврале 2025 года в Кузбассе учреждена медаль академика Алексея Конторовича. Ей будут награждать за значительный вклад в развитие российской науки, образования и общественной деятельности[20].